# Polder Krzesin–Bytomiec

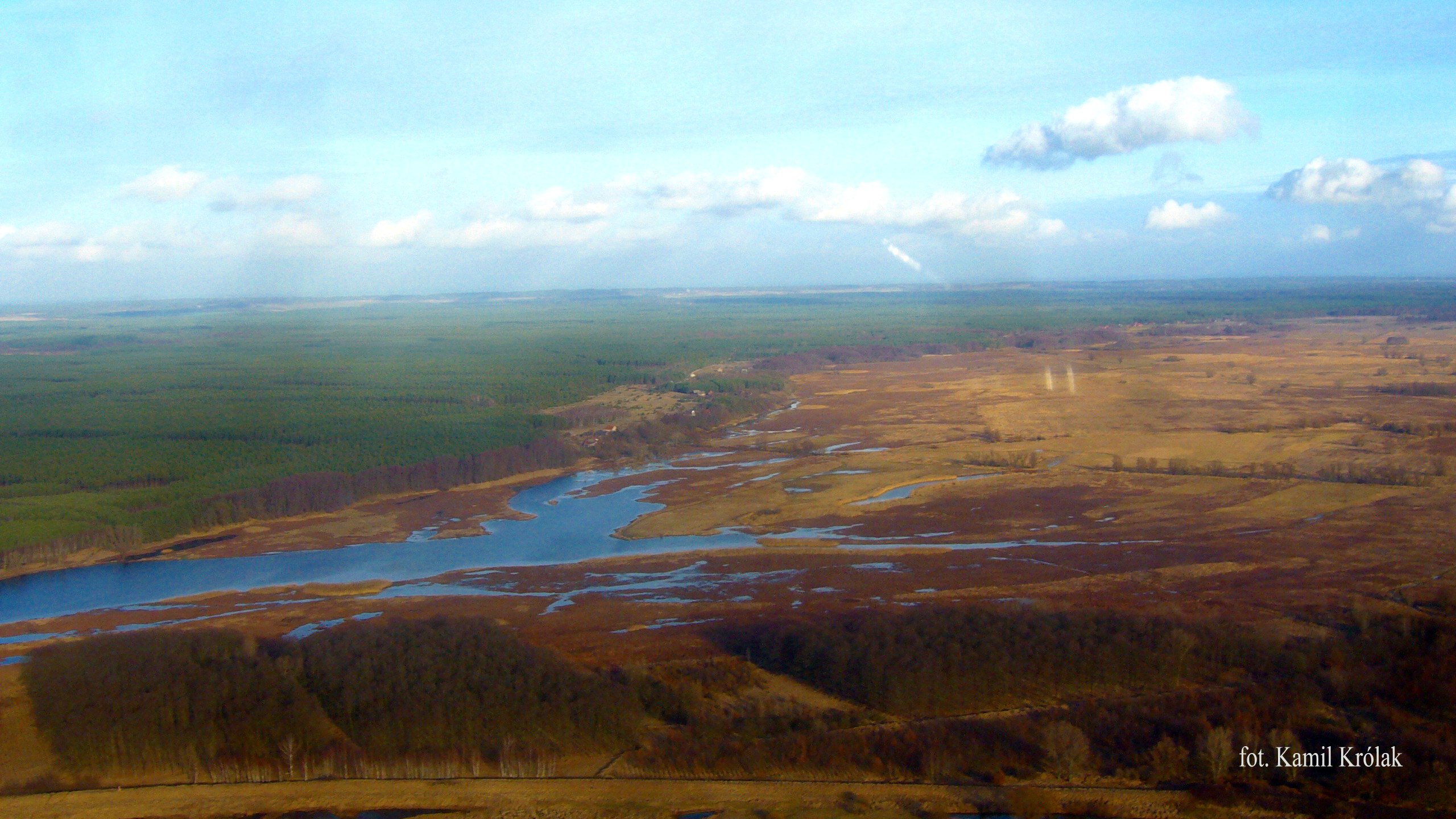
Polder Krzesin–Bytomiec

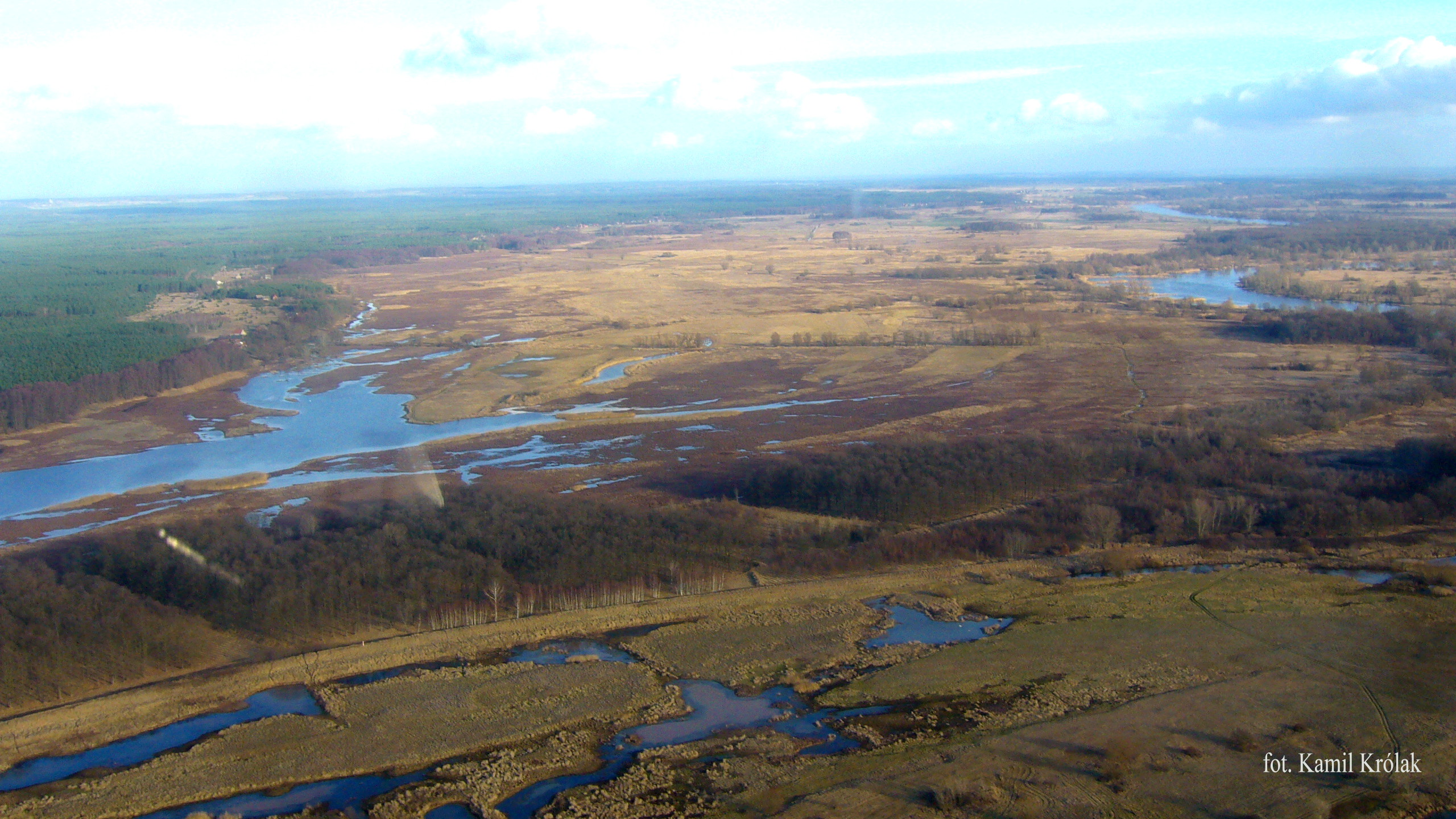
Polder Krzesin–Bytomiec

Polder Krzesin–Bytomiec – polder leżący w Dolinie Środkowej Odry na przestrzeni od 534 a 545 kilometra biegu rzeki Odry, w Krzesińskim Parku Krajobrazowym. Znajduje się pomiędzy dwoma wsiami województwa lubuskiego – Krzesinem a Bytomcem.
W skład polderu wchodzi Jezioro Krzesińskie.

## Parametry polderu
- Powierzchnia – 1200 ha
- Pojemność retencyjna – 20 mln m³